# Let Go (album de Nada Surf)
Pour les articles homonymes, voir Let Go.
Albums de Nada Surf
The Proximity Effect
(1998) The Weight Is a Gift
(2005)
Let Go est le troisième album du groupe de rock Nada Surf, sorti en 2002.

## Pistes de l'album
| No  | Titre                      | Durée |
| --- | -------------------------- | ----- |
| 1.  | Blizzard of '77            | 2:11  |
| 2.  | The Way You Wear Your Head | 3:12  |
| 3.  | Fruit Fly                  | 4:34  |
| 4.  | Blonde on Blonde           | 4:35  |
| 5.  | Inside of Love             | 4:59  |
| 6.  | Hi-Speed Soul              | 4:39  |
| 7.  | No Quick Fix               | 3:23  |
| 8.  | Killian's Red              | 6:15  |
| 9.  | Là pour ça                 | 3:18  |
| 10. | Happy Kid                  | 4:09  |
| 11. | Treading Water             | 4:23  |
| 12. | Paper Boats                | 6:56  |

Il existe une édition limitée avec trois morceaux supplémentaires Run, Neither Heaven nor Space et End Credits, ainsi qu'une autre édition incluant comme treizième piste la reprise d'Indochine: L'Aventurier.

## Accueil
L'album a atteint la 32e place des charts en France.
Il a recueilli dans l'ensemble de très bonnes critiques musicales, obtenant un score de 80⁄100, sur la base de 11 critiques collectées, sur Metacritic. Eduardo Rivadivia, d'AllMusic, lui donne 4,5 étoiles sur 5, évoquant « un nouveau départ » pour le groupe avec une prédominance de morceaux acoustiques à la « mélancolie ensorcelante ». Pour Éléonore Colin, des Inrockuptibles, le groupe s'est assagi avec un « son plus sophistiqué, plus intimiste, plus mélancolique ». Elle met particulièrement en avant Blonde on Blonde, « chef-d’œuvre du disque [aux] accords de guitare à la douceur déchirante », Blizzard of '77, Hi-Speed Soul, The Way You Wear Your Head et Là pour ça, « ovni attachant, écrit en français par Daniel Lorca, qui surprend par son entrelacs raffiné de rythmique feutrée, de guitare bluesy, de petit piano électrique et de paroles blasées ». Vincent Théval, de magicrpm, met en avant « l'intelligence de instrumentation » et le « songwriting hors pair » de cet album « alternant bombes pop aérodynamiques (The Way You Wear Your Head, Hi-Speed Soul, Happy Kid) et ballades de haute tenue (Inside of Love et ses magnifiques guitares tremblantes, Blizzard of '77) » qui parfois se mélangent comme dans Treading Water, qui « témoigne de l'étendue du talent » du groupe. Dale Price, de Drowned in Sound, lui donne la note de 8/10, estimant que l'album est « une leçon parfaite sur la puissance de la mélodie », que les paroles sont « un mélange de phrases bien tournées et d'honnêteté émouvante » et qu'il n'y a « absolument rien qui ressemble à du remplissage ».
Du côté des critiques négatives, Rob Mitchum, de Pitchfork, lui donne la note de 3,8/10, estimant que le groupe « s'affadit au lieu de s'embraser » et ressemble à un « mammouth laineux décongelé de 1995 », et que le mixage a enlevé toute son âpreté au son. Il leur reproche aussi d'avoir inclus « une chanson entièrement en français » dans l'album.

## Singles
- The Way You Wear Your Head
- Inside of Love
- Blonde on Blonde
- Hi-Speed Soul